# Natalia Timerman
Natalia Timerman (São Paulo, 10 de fevereiro de 1981) é uma escritora, pesquisadora, médica psiquiatra e psicoterapeuta brasileira.
Possui graduação em medicina pela Universidade Federal de São Paulo (UNIFESP), mestrado em psicologia clínica pela Universidade de São Paulo (USP) e especialização em escrita pelo Instituto Vera Cruz (Formação de Escritores). Trabalhou como psiquiatra no Centro Hospitalar do Sistema Penitenciário por mais de uma década. É colaboradora da revista Quatro Cinco Um e da revista CULT, entre outros veículos.
Foi indicada na categoria Contos para o 62.º Prêmio Jabuti, como uma das dez finalistas, com sua coletânea Rachaduras, publicada pela editora Quelônio.

## Biografia
Nascida na capital paulista, em 1981, Natalia ingressou no curso de medicina da Universidade Federal de São Paulo (UNIFESP), em 2000. Graduada em 2005, entre 2006 e 2008 realizou residência médica e em 2014 defendeu mestrado em Psicologia Clínica pelo Instituto de Psicologia da Universidade de São Paulo (IPUSP).
Entre os anos de 2015 e 2017, cursou a especialização em Formação de Escritores (núcleo de ficção), do Instituto Superior de Educação Vera Cruz. Atualmente, atende em consultório particular como psiquiatra e psicoterapeuta e é doutoranda no Departamento de Teoria Literária e Literatura Comparada da Universidade de São Paulo.
Natalia dá aulas de literatura em cursos livres como no Espaço CULT e no Centro de Estudos Psicanalíticos (CEP), entre outros. . Também é colaboradora da revista Quatro Cinco Um como resenhista de livros e publica em outros veículos, como a revista CULT.

## Carreira
Seu livro de estreia foi Desterros, elogiado por humanizar o sistema carcerário de São Paulo. A obra trouxe ao público a vivência de funcionários e detentos que passaram pelo Centro Hospitalar do Sistema Penitenciário. A autora relata os desafios e dificuldades de tratar os problemas psiquiátricos das pessoas encarceradas. Também aborda a experiência da maternidade no cárcere e os efeitos que o ambiente prisional tem sobre os bebês.
Seu segundo livro é uma coletânea de contos de ficção, Rachaduras, obra finalista do 62.º Prêmio Jabuti, publicada pela editora Quelônio. No livro, a autora observa a cidade e as neuroses cotidianas no ambiente urbano, tendo a própria capital paulista como uma das protagonistas. Para Natalia, a ficção fornece meios que permitem ao autor alcançar a complexidade do mundo real.
Muitos dos temas trabalhados pela autora em Rachaduras também lidam com a maternidade e as contradições de ser mãe. Sua própria experiência com a maternidade, sendo mãe de duas crianças, acabou servindo de matéria-prima para os contos da coletânea. Natalia também publicou antologias, poemas, contos e ensaios em diversas revistas e sites literários.
Em 2021, publicou o seu primeiro romance pela editora Todavia, Copo Vazio, um dos mais vendidos de 2021, livro que trabalha com a dificuldade de estabelecer relacionamentos afetivos verdadeiros na era de aplicativos e redes sociais. O livro se encontra em reimpressão. Copo Vazio foi considerado pela revista Quatro Cinco Um como um dos melhores de 2021. O livro se tornou um fenômeno editorial. Foi adaptado para o teatro e e será adaptado para o cinema.
Em 2022, publicou, ao lado da psicanalista Bel Tatit, Os óculos de Lucas, seu primeiro livro de literatura infantil pelo selo Brinque-Book, com ilustrações de Veridiana Scarpelli. A obra também entrou na lista de melhores livros da revista Quatro Cinco Um, em 2022. Em 2023, publicou seu segundo romance, As pequenas chances, pela editora Todavia. A obra foi inspirada na experiência da autora com a morte do pai, o médico infectologista e escritor Artur Timerman, no luto vivido e na sua relação com o judaísmo.
Em 2023, foi uma das autoras convidadas para a Festa Literária Internacional de Paraty (Flip). Em 2024, foi convidada para mediar uma das mesas oficiais do evento. Em 2025, foi escolhida para a residência artística Art Omi, nos Estados Unidos, para trabalhar em seu próximo romance. Também nesse ano, a editora Todavia publica uma nova edição do primeiro livro de Timerman (Desterros).

## Publicações
- Desterros (2017), editora Elefante;
- Rachaduras (2019), editora Quelônio;
- Copo vazio (2021), editora Todavia;
- Os óculos de Lucas (2022), selo Brinque-Book;
- As pequenas chances (2023), editora Todavia;
- Desterros (nova edição, 2025), editora Todavia.